# Everton Football Club
O Everton Football Club é um clube de futebol fundado no bairro homônimo da cidade de Liverpool, Noroeste da Inglaterra. Atualmente, a sede da instituição fica na área de Walton, também em Liverpool.
O Everton compete pela Premier League, um dos seis clubes que disputaram todas as suas edições, e é também o clube com maior número de participações na primeira divisão da Inglaterra e o terceiro na tabela histórica de pontos conquistados, sendo a Temporada 2025-26 a sua 123º, com a primeira tendo ocorrido em 1888–89.[carece de fontes?]
Já tendo vencido por nove vezes o Campeonato Inglês — é o quinto em número de títulos nacionais —, por cinco vezes a Copa da Inglaterra, nove vezes a Supercopa da Inglaterra e uma vez a Recopa Europeia da UEFA, ao bater o Rapid Viena por 3 a 1 na final disputada em Rotterdam. 
Em 2015 o jornal britânico Daily Mail publicou um estudo sobre os 50 maiores clubes da Inglaterra, utilizando os critérios de títulos, média de posições no Campeonato Inglês desde o seu início em 1888, média de público, estrelas (selecionáveis e jogadores em edições da Copa do Mundo), popularidade internacional e recursos financeiros, com o Everton ocupando a sexta colocação, empatado com o Tottenham. Nessa lista, só ficou atrás do Manchester United, Arsenal, Liverpool, Chelsea e Manchester City, nesta ordem.
A sua melhor fase foi quando venceu a Recopa Europeia em 1984–85, por duas vezes o Campeonato Inglês, em 1984-85 e 1986–87, a Copa da Inglaterra em 1983-84 e a Supercopa da Inglaterra em 1984–85, 1985–86, 1986–87 e 1987–88. Por conta do banimento de todos os clubes ingleses das competições continentais, após a Tragédia de Heysel em 1985, o Everton perdeu a chance de disputar as principais competições europeias em seu grande período, sendo o título oficial mais recente o da Copa da Inglaterra de 1995.
Tendo sido fundado em 1878, sendo um dos 12 clubes fundadores da Football League em 1888 e detentor de uma série de pioneirismos no futebol, tem uma notável rivalidade com o Liverpool. A partida entre as duas equipes é conhecida como o Merseyside derby, e não só é o maior clássico da cidade como também um dos maiores da Inglaterra. O Liverpool foi fundado quatorze anos mais tarde (em 1892), após uma discussão envolvendo o aluguel do estádio Anfield, antiga casa do Everton; desde então e até o final da Temporada 2024-25, o Everton passou a mandar os jogos no estádio Goodison Park, que tem como público recorde 78.299 torcedores em um clássico envolvendo esses dois clubes no ano de 1948, a partir da Temporada 2025-26 passando a atuar no moderno Everton Stadium, para mais de 52.000 pessoas.
Muitos jogadores conhecidos já vestiram a camisa do Everton. Desde 2000, o clube anualmente imortaliza ex-jogadores de destaque como seus "Gigantes". Dixie Dean, que jogou pelo clube nas décadas de 1920 e 1930, é o maior goleador da história do Campeonato Inglês, tendo ainda marcado 60 gols na temporada 1927–1928, ele que é o maior artilheiro da História do clube, com 383 gols, assim como Neville Southall é o que mais vestiu a camisa do Everton, o que ocorreu em 750 ocasiões durante as décadas de 1980 e 1990.

## História
Fonte: História do Everton FC no site oficial do clube - em inglês.

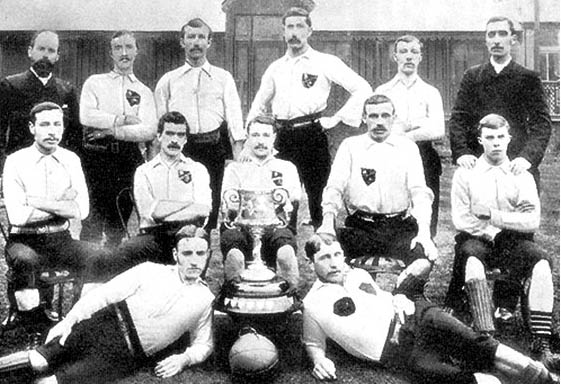
Time do Everton em 1887.

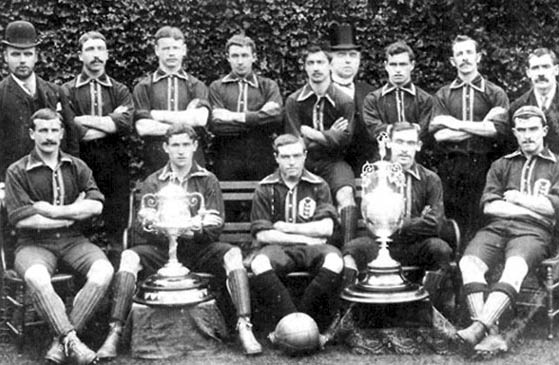
Time campeão inglês de 1891.

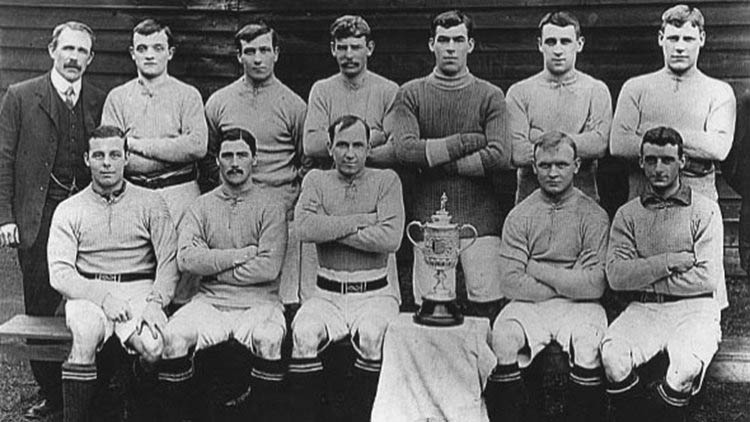
Time campeão da FA Cup de 1906.

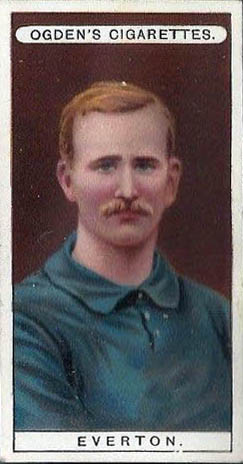
Everton football card em 1906.

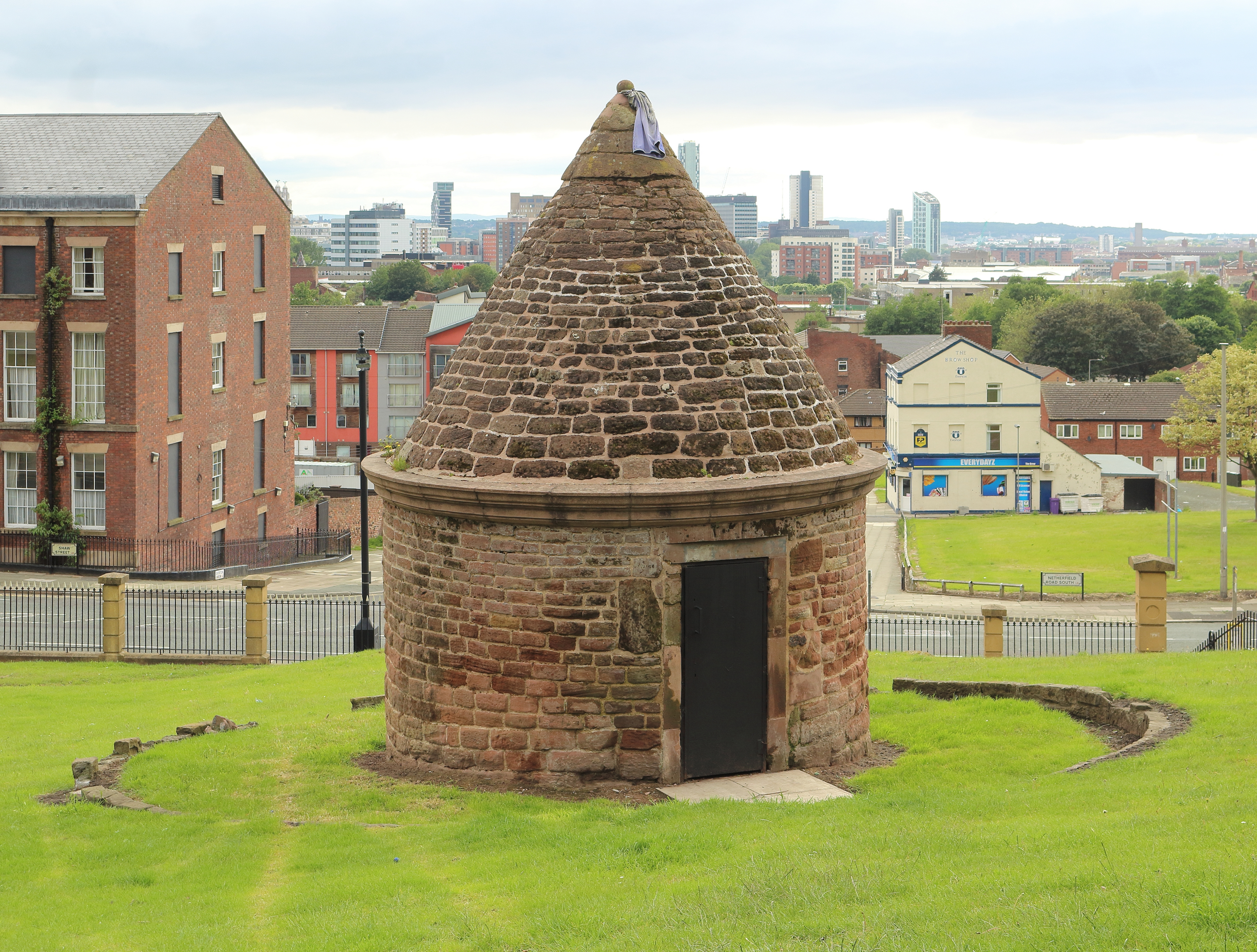
Desde 1938, o Everton Lock-Up aparece estampado no escudo do Everton.

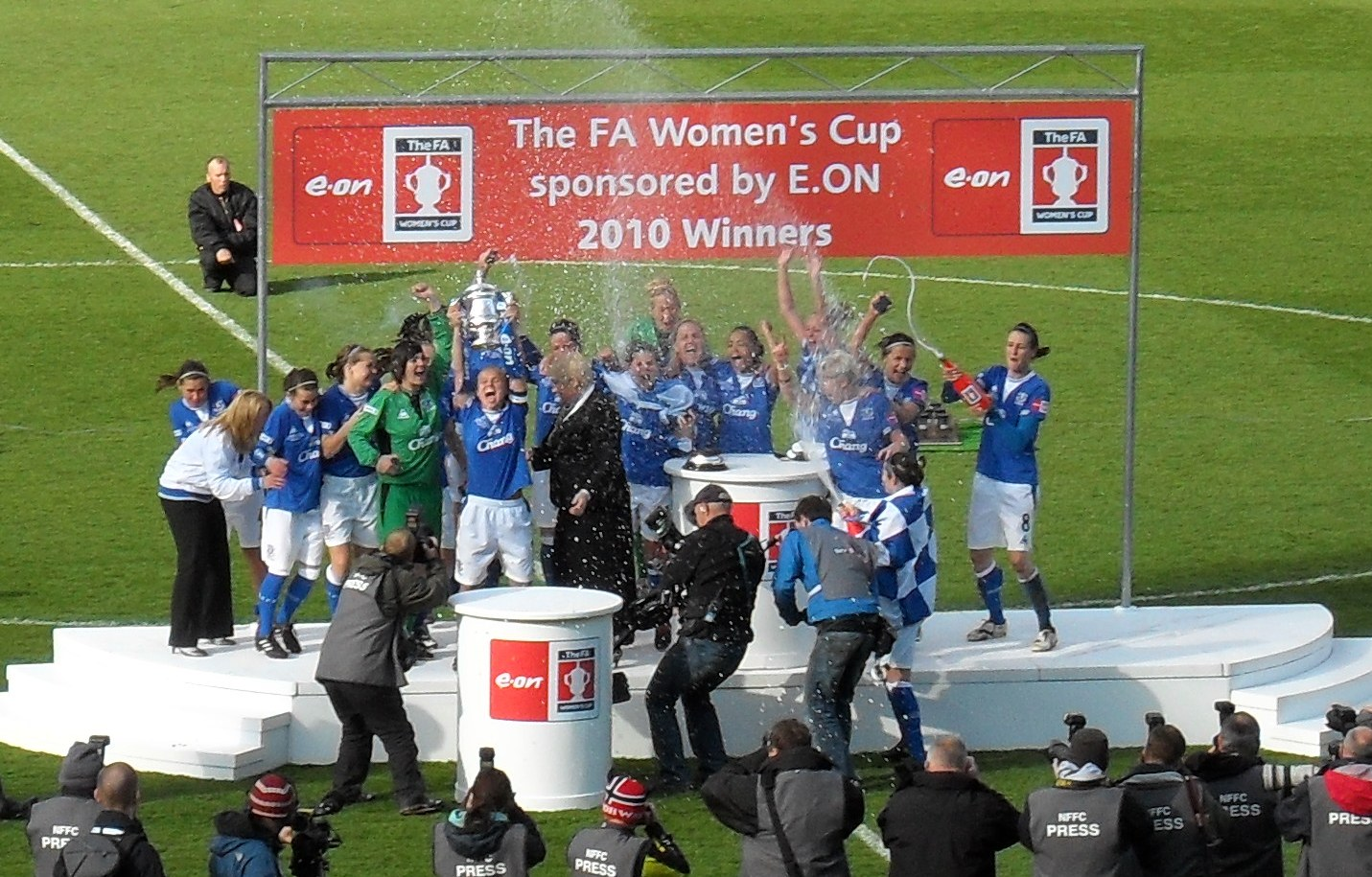
Everton Ladies, campeão da Copa da Inglaterra feminina em 2010.

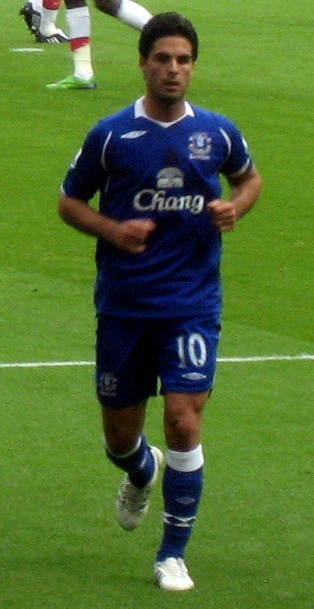
Mikel Arteta, centrocampista entre 2005 e 2011.

O Everton foi fundado com o nome de St. Domingo em 1878, para que os frequentadores da paróquia da Igreja Metodista de São Domingo pudessem praticar uma atividade esportiva durante os meses mais frios (o críquete era o esporte praticado no verão).
Um ano mais tarde, o clube foi renomeado Everton F.C., em referência ao distrito próximo de Everton, em Liverpool, o que motivou ainda mais as pessoas da paróquia a participar dos encontros. O clube foi um dos fundadores da Football League, em 1888, e venceu o seu primeiro campeonato da Primeira Divisão na Temporada 1890-91.
Tendo vencido a Copa da Inglaterra em 1905-06, ganhou novamente o título da liga em 1914-15, mas foi só em 1927 que a primeira era de sucesso do Everton começou. Em 1925, o clube assinou com o jogador Dixie Dean, que na temporada 1927-28 estabeleceu o recorde de gols em uma única temporada do futebol inglês (60 gols em 39 jogos da liga, um recorde que permanece até hoje), além de ajudar o Everton a alcançar o seu terceiro título da liga.
Dois anos mais tarde acabou rebaixado para a Segunda Divisão, mas acabou ganhando o título e a promoção na primeira tentativa. No seu retorno à elite, em 1931-32, o Everton reafirmou o seu "status" no futebol inglês, vencendo pela quarta vez o campeonato nacional.
O clube também ganhou sua segunda Copa da Inglaterra em 1932-33, após a vitória por 3 a 0 sobre o Manchester City na grande final. Essa era terminou em 1938-39, com a conquista do quinto título da liga.
O advento da Segunda Guerra Mundial resultou na suspensão do campeonato, e, quando as competições oficiais reiniciaram, em 1946, aquele grupo campeão já se encontrava desmantelado e fraco em comparação ao período pré-guerra.
O Everton foi rebaixado novamente em 1950-51 e não retornou à Primeira Divisão até a temporada 1953-54, quando terminou com o vice-campeonato em sua terceira temporada na Segunda Divisão. Desde então, o clube nunca mais deixou a elite do futebol inglês.
A segunda era de sucesso do Everton começou em 1961, quando Harry Catterick foi nomeado treinador. Em 1962-63, em sua segunda temporada no comando, o Everton venceu a liga e, mais tarde, em 1966, ganhou também a Copa da Inglaterra, ao derrotar na final o Sheffield Wednesday por 3 a 2.
O Everton chegaria novamente à final do torneio dois anos mais tarde, mas dessa vez perderia  para o West Bromwich Albion no antigo estádio de Wembley.
Um ano depois, na temporada 1969-70, o Everton conquistou mais um título inglês, terminando nove pontos acima do segundo colocado Leeds United.
Entretanto, o sucesso não durou muito tempo; o clube terminou em décimo quarto, décimo quinto, décimo sétimo e em sétimo nas temporadas seguintes. Catterick deixou o comando do time, mas seus sucessores falharam, não conseguindo vencer uma única taça durante o restante dos anos 1970.
Embora o clube tenha se reestruturado no final da década, terminando em terceiro no campeonato de 1977-78, e em quarto na temporada seguinte, o técnico Gordon Lee deixou o cargo em 1981, após o Everton cair na tabela e ver-se cada vez mais distante do rival local Liverpool.
Foi então que Howard Kendall assumiu o cargo de técnico e guiou o Everton em sua maior era de sucesso. Domesticamente, o Everton venceu a Copa da Inglaterra em 1983-84 e, por duas vezes, o título nacional, em 1984-85 e 1986-87.
O clube também chegou ao vice-campeonato da liga e da Copa da Inglaterra em 1985-86, da Copa da Liga Inglesa em 1984, e novamente da Copa da Inglaterra em 1988-89. O primeiro e único título europeu ganho pelo Everton aconteceu na temporada 1984-85, com a conquista da Recopa Europeia.
Após primeiramente derrotar o University College Dublin A.F.C., o FK Inter Bratislava e o Fortuna Sittard, o Everton venceu os alemães do Bayern de Munique nas semifinais por 3 a 1, apesar de sair perdendo ao fim do primeiro tempo (essa partida foi escolhida a maior na história do Goodison Park). Na grande final, os "Toffees" derrotaram os austríacos do Rapid Viena, também por 3 a 1.
Tendo conquistado o título inglês em 1984-85, o Everton esteve perto da Tríplice Coroa, mas perdeu para o Manchester U. na final da Copa da Inglaterra.
Após a tragédia de Heysel, em 1985, e o subsequente banimento de todos os clubes ingleses das competições continentais, o Everton perdeu a chance de disputar as taças europeias que lhe faltavam. Aquele grupo vencedor foi então logo sendo desmantelado após o banimento.
Formado em 1986, o Everton Ladies seria bem sucedido e conquistaria títulos nacionais importantes a partir de então.
Depois do título de 1987, Kendall foi ser treinador do Athletic de Bilbao, sendo substituído por seu assistente Colin Harvey.
Em 1992, o Everton ajudou a fundar a Premier League, mas sofreu até encontrar o treinador certo. Howard Kendall tinha retornado em 1990, mas não conseguiu alcançar o mesmo sucesso de anos antes.
Seu sucessor, Mike Walker, foi estatisticamente o treinador de pior retrospecto do clube até hoje. Quando o ex-jogador do Everton Joe Royle assumiu o cargo de treinador em 1994, o clube começou a melhorar. Sua primeira partida foi uma vitória por 2 a 0 no derby contra o Liverpool. Royle não só tirou o Everton do fundo da tabela, como também levou o clube à conquista de sua quinta Copa da Inglaterra, em 1995, ao derrotar o Manchester United por 1 a 0 na final.
O título da Copa também serviu de passaporte para a participação na Recopa Europeia, o primeiro torneio internacional que o clube disputava desde a era pós-Heysel. O progresso sob o comando de Joe Royle continuou na temporada 1995-96, quando o clube terminou na sexta posição da Premier League.
A temporada seguinte, 1996-97, não foi um sucesso, e a equipe terminou o campeonato na décima-quinta posição. Royle saiu em março de 1997, ficando para o então capitão do time, Dave Watson, a tarefa de assumir o cargo de técnico temporariamente e ajudar o clube a sobreviver na liga. Naquele mesmo ano, Howard Kendall foi designado para o cargo de treinador pela terceira vez, mas a estratégia não teve sucesso, com o o clube terminando a competição nacional apenas na décima-sétima posição, e sendo salvo do rebaixamento por ter um maior saldo de gols do que o Bolton Wanderers.
O ex-técnico do Rangers, Walter Smith, assumiu então o cargo de técnico no verão de 1998, mas conseguiu apenas deixar o clube por três temporadas seguidas na parte de baixo da tabela.
Os dirigentes do Everton perderam a paciência com Smith e o demitiram em março de 2002, com o clube em risco de rebaixamento. David Moyes foi o seu substituto e salvou a equipe da queda, terminando o campeonato em décimo quinto lugar. Após aquela assustadora temporada, o Everton terminou em sétimo, décimo sétimo, quarto (seu melhor desempenho na história da Premier League), e décimo primeiro. Foi sob o comando de Moyes que o atacante Wayne Rooney subiu ao time principal, antes de ser vendido ao Manchester United pela cifra recorde de £23 milhões.
Moyes quebrou o recorde do clube em valores pagos por transferências de jogadores em quatro ocasiões, ao assinar com James Beattie (£6 milhões, em janeiro de 2005), Andy Johnson (£8,6 milhões, no verão de 2006), Yakubu Aiyegbeni (£11,25 milhões, no verão de 2007) e Marouane Fellaini (£15 milhões, em setembro de 2008.
Na temporada 2006-07, o Everton terminou na sexta posição da liga e pôde disputar a fase de classificação da Copa da Uefa. Em 2007, o clube adquiriu o time de basquete Toxteth Tigers, dando origem à primeira franquia de basquete da cidade de Liverpool na elite do basquete inglês, o Everton Tigers. Na temporada 2007-08, o Everton mais uma vez garantiu uma vaga para as competições europeias, após terminar no quinto lugar da liga inglesa.
Na temporada 2008–09, o clube terminou a liga na quinta posição, assegurando novamente sua vaga para a (nova) Liga Europa. O maior momento do time naquele ano foi, sem dúvida, a disputa da final da FA Cup pela primeira vez desde 1995. Porém, na decisão realizada no Estádio de Wembley, o Chelsea acabou ficando com o título, após vencer por 2 a 1.

## Principais títulos
| Continentais | Continentais                   | Continentais | Continentais                                                                     |
|              | Competição                     | Títulos      | Temporadas                                                                       |
|              | Recopa Europeia da UEFA        | 1            | 1984-85                                                                          |
| Nacionais    | Nacionais                      | Nacionais    | Nacionais                                                                        |
|              | Competição                     | Títulos      | Temporadas                                                                       |
|              | Campeonato Inglês              | 9            | 1890-91, 1914-15, 1927-28, 1931-32, 1938-39, 1962-63, 1969-70, 1984-85 e 1986-87 |
|              | Copa da Inglaterra             | 5            | 1905-06, 1932-33, 1965-66, 1983-84 e 1994-95                                     |
|              | Supercopa da Inglaterra        | 9            | 1928, 1932, 1963, 1970, 1984, 1985, 1986, 1987 e 1995                            |
|              | Campeonato Inglês - 2ª Divisão | 1            | 1930-31                                                                          |
| ------------ | ------------------------------ | ------------ | -------------------------------------------------------------------------------- |

### Outras Conquistas
- Florida Cup: 2021

## Campanhas de destaque
- Campeonato Inglês (7): vice-campeão (1889-90, 1894-95, 1901-02, 1904-05, 1908-09, 1911-12, 1985-86).
- Copa da Inglaterra (8): vice-campeão (1892-93, 1896-97, 1906-07, 1967-68, 1984-85, 1985-86, 1988-89, 2008-09).
- Copa da Liga Inglesa (2): vice-campeão (1976-77, 1983-84).
- Supercopa da Inglaterra (1): vice-campeão (1933).
- Campeonato Inglês - 2ª Divisão (1): vice-campeão (1953-54).

## Competições europeias

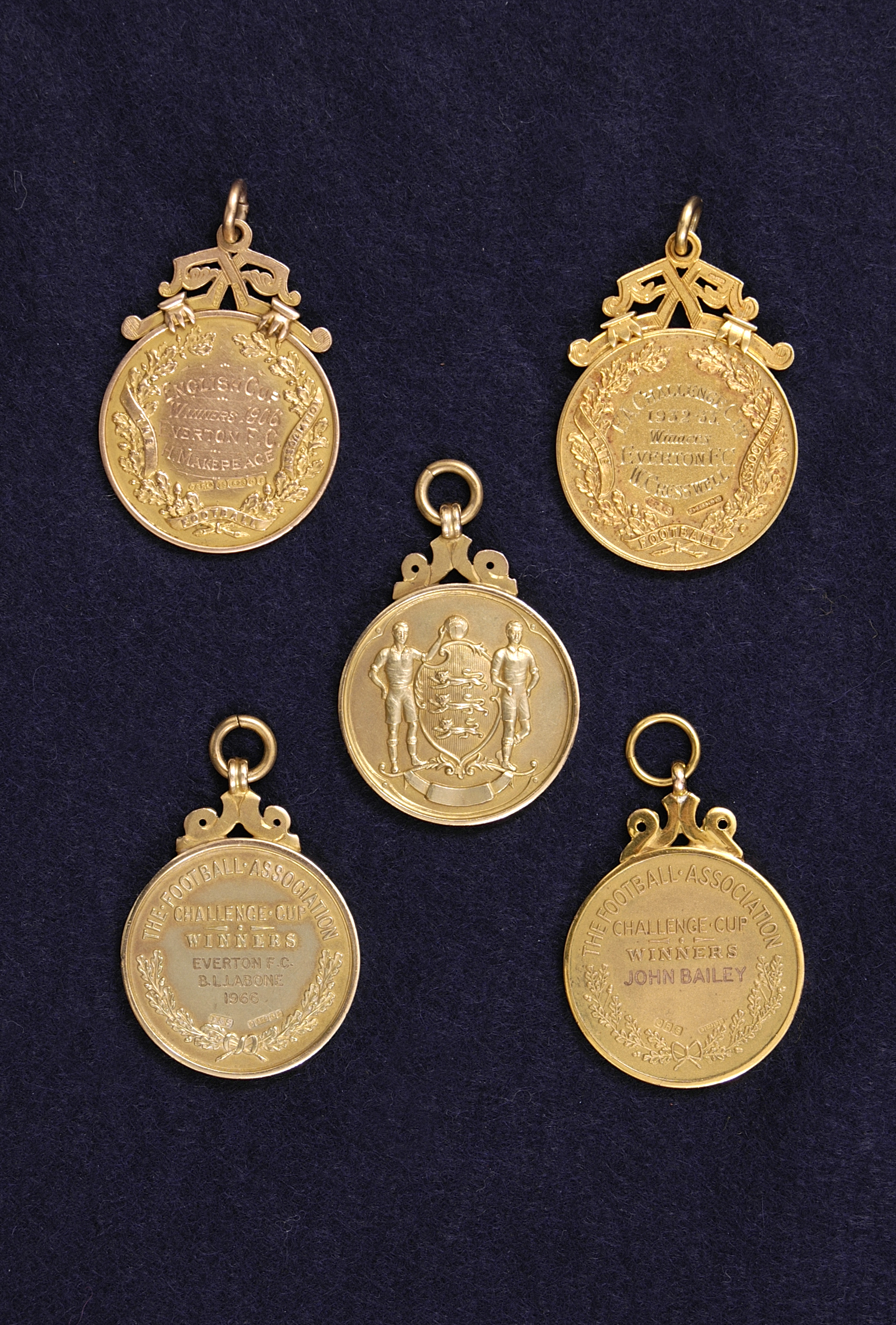
Medalhas de conquistas do Everton na Copa da Inglaterra.

Competições da UEFA (1964-2018)
Atualizado até 15 de setembro de 2018.
| Competição                  | Temporadas | Jogos | Vitórias | Empates | Derrotas |
| --------------------------- | ---------- | ----- | -------- | ------- | -------- |
| Liga dos Campeões da Europa | 3          | 10    | 2        | 5       | 3        |
| Recopa Europeia             | 3          | 17    | 11       | 4       | 2        |
| Copa UEFA/Liga Europa       | 10         | 58    | 28       | 9       | 22       |
| Total                       | 16         | 85    | 41       | 18      | 27       |

Taça das Cidades com Feiras (1962-1965)
Competição europeia não organizada pela UEFA.
| Competição                  | Temporadas | Jogos | Vitórias | Empates | Derrotas |
| --------------------------- | ---------- | ----- | -------- | ------- | -------- |
| Taça das Cidades com Feiras | 3          | 12    | 7        | 2       | 3        |

## Recordes e estatísticas

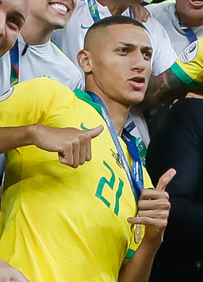
Richarlison de Andrade

Todas as informações conforme constam na página oficial do Everton FC.
Neville Southall detém o recorde de partidas pelo Everton, tendo participado de 750 jogos pelo time titular entre 1981 e 1997. O já falecido meia e ex-capitão Brian Labone vem em segundo, com 534 jogos. O jogador com mais tempo no clube é o goleiro Ted Sagar, que jogou por 23 anos (entre 1929 e 1953), fazendo um total de 495 partidas.
Dixie Dean é o maior artilheiro da história do clube, com 383 gols; em segundo vem Graeme Sharp, com 159. Dean ainda mantém o recorde do futebol inglês com o maior número de gols em uma única temporada, alcançado em 1927-28, quando marcou 60 gols.
O público recorde do Everton em uma partida em casa é de 78.299 pessoas, registrado quando o clube enfrentou o Liverpool em 18 de setembro de 1948. O Goodison Park, como todos os principais estádios após a recomendação do Relatório Taylor ter sido implementada, deixou de ter setores em que os torcedores ficavam de pé, e agora só suporta cerca de 40 mil adeptos, o que significa ser bastante improvável que o recorde de público seja quebrado neste estádio.
O valor recorde pago pelo Everton em uma transferência de jogador foi registrado quando o clube deu ao Watford Football Club uma quantia de £39,20 milhões pelo atacante brasileiro Richarlison de Andrade que assinou com o clube no dia 24 de julho de 2018.
Jogadores que mais atuaram
|     | Nome             | Jogos | Gols |
| --- | ---------------- | ----- | ---- |
| 1º  | Neville Southall | 750   | 0    |
| 2º  | Brian Labone     | 534   | 2    |
| 3º  | Dave Watson      | 528   | 37   |
| 4º  | Ted Sagar        | 500   | 0    |
| 5º  | Kevin Ratcliffe  | 494   | 2    |
| 6º  | Mick Lyons       | 472   | 59   |
| 7º  | Jack Taylor      | 456   | 80   |
| 8º  | Peter Farrell    | 453   | 17   |
| 9º  | Graeme Sharp     | 447   | 159  |
| 10º | Dixie Dean       | 433   | 383  |

Maiores goleadores
|     | Nome           | Temporadas           | Jogos | Gols |
| --- | -------------- | -------------------- | ----- | ---- |
| 1º  | Dixie Dean     | 1925-1938            | 433   | 383  |
| 2º  | Graeme Sharp   | 1980-1991            | 426   | 159  |
| 3º  | Bob Latchford  | 1974-1981            | 286   | 138  |
| 4º  | Alex Young     | 1960-1968            | 314   | 125  |
| 5º  | Joe Royle      | 1966-1974            | 273   | 119  |
| 6º  | Dave Hickson   | 1951-1955, 1957-1959 | 243   | 111  |
| 7º  | Roy Vernon     | 1960-1965            | 203   | 111  |
| 8º  | Edgar Chadwick | 1888-1899            | 300   | 110  |
| 9º  | Tony Cottee    | 1988-1994            | 206   | 99   |
| 10º | Jimmy Settle   | 1899-1908            | 269   | 97   |

Recordes de público
|    | Público | Adversário        | Competição                                | Data                    |
| -- | ------- | ----------------- | ----------------------------------------- | ----------------------- |
| 1º | 78.299  | Liverpool         | Campeonato Inglês de Futebol (9ª rodada)  | 18 de setembro de 1948  |
| 2º | 77.920  | Man Utd           | Copa da Inglaterra (5ª rodada)            | 14 de fevereiro de 1953 |
| 3º | 76.839  | Preston North End | Campeonato Inglês de Futebol (3ª rodada)  | 28 de agosto de 1954    |
| 4º | 75.818  | Blackburn Rovers  | Copa da Inglaterra (4ª rodada)            | 29 de janeiro de 1958   |
| 5º | 75.322  | Wolverhampton     | Campeonato Inglês de Futebol (24ª rodada) | 27 de dezembro de 1954  |

Outros recordes

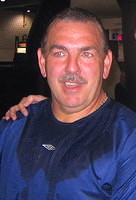
Neville Southall.

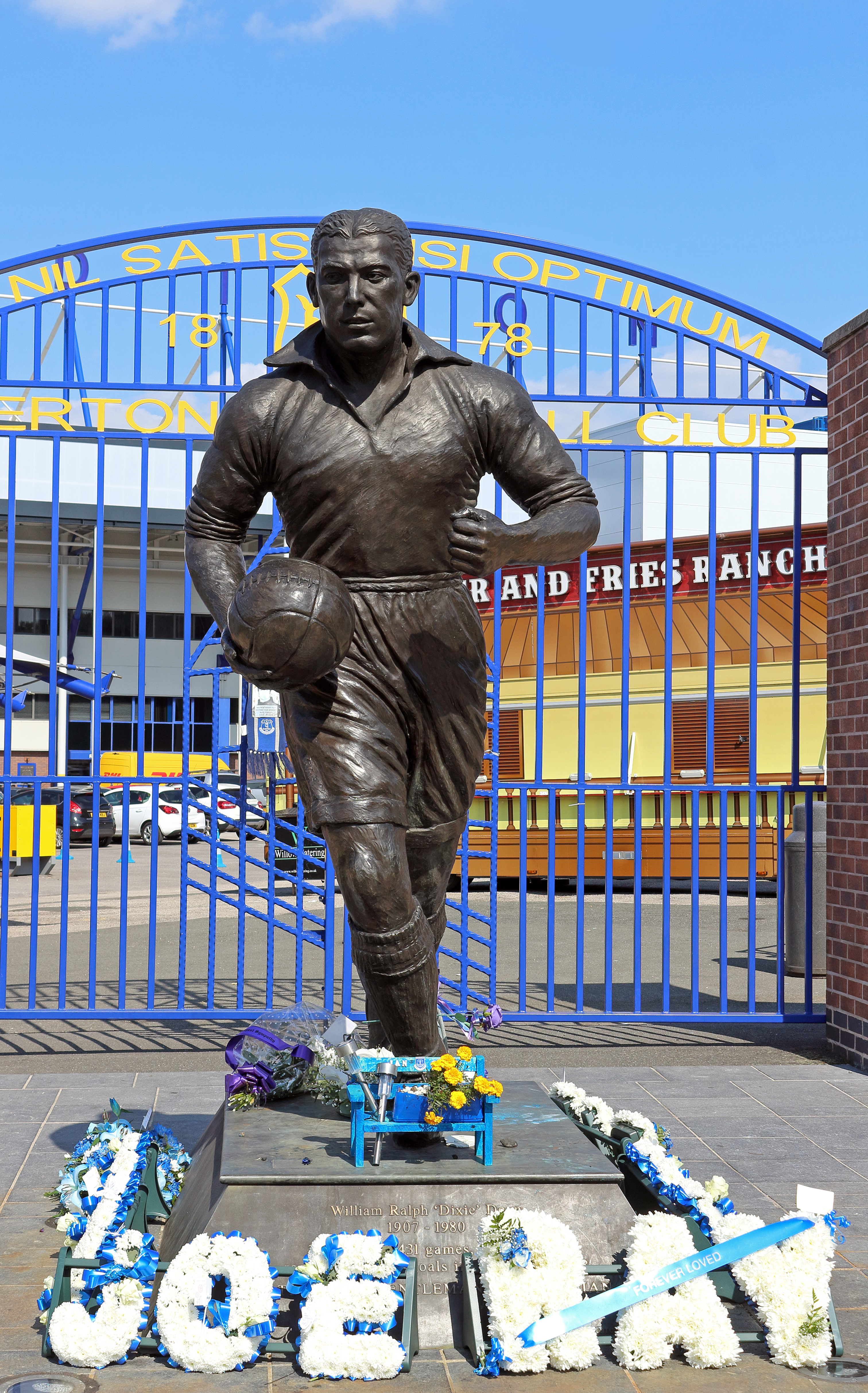
Estátua de Dixie Dean em Goodison Park.

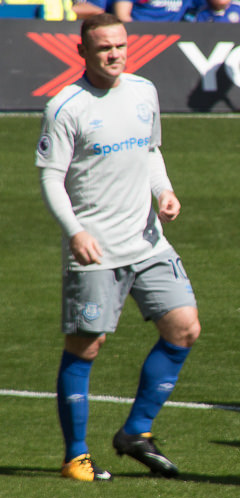
Wayne Rooney, o mais novo a marcar.

- Maior goleada: 11-2 vs Derby County (1890).
- Maior goleada sofrida: 4-10 vs Tottenham (1958).
- Maior artilheiro numa só temporada: Dixie Dean, 60 gols (1927/28).
- Jogador mais novo a marcar gols: Wayne Rooney (16 anos e 360 dias, em 19 de outubro de 2002).

## Pioneirismos
O Everton caracteriza-se como um dos clubes mais pioneiros e inovadores do futebol mundial.
Abaixo, segue uma lista com alguns marcos que o Everton Football Club deixou no futebol desde sua fundação.

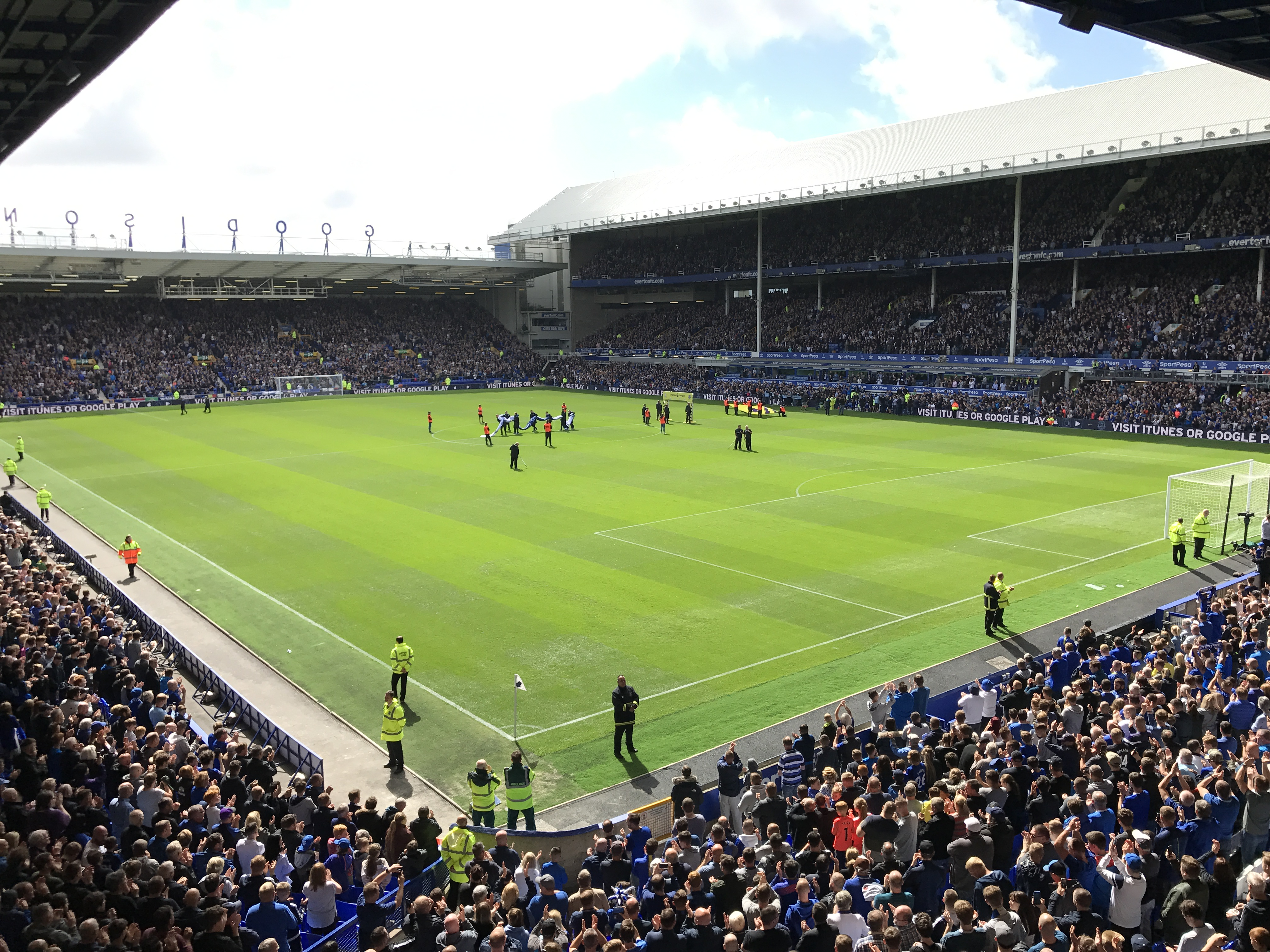
Primeiro estádio com 3 níveis de arquibancada.

- Primeiro clube a jogar oficialmente de azul e branco (1901).
- Primeiro clube a numerar as camisas de 1-11 (Final da FA Cup 1933).
- Primeiro clube a ter um jogador (William Ralph Dean) com 60 gols na liga inglesa.
- Único clube britânico a sediar uma semifinal de Copa do Mundo (1966).
- Primeiro clube do Merseyside a vencer a FA Cup (1906).
- Primeiro clube a construir um estádio somente para a prática do futebol.
- Primeiro clube a sediar uma final de FA Cup (1894), Notts County - Bolton Wanderers.
- Primeiro clube a ser mostrado numa partida transmitida pela TV, em agosto de 1936, vs Arsenal (partida pré-gravada).
- Primeiro clube a disputar 4.000 partidas na primeira divisão inglesa.
- Primeiro clube a alcançar 5.000 pontos na liga inglesa.
- Primeiro clube a participar de 100 temporadas na primeira divisão inglesa.
- Primeiro clube a fazer uma excursão pelo mundo.
- Primeiro clube a ter um estádio com dois e três níveis de arquibancada.
- Primeiro clube a construir bancos de reservas em seu estádio.
- Primeiro clube a distribuir regularmente um programa para as partidas em casa.
- Primeiro clube a vencer uma disputa de pênaltis, na Copa Europeia de 1970, vs Borussia Moenchengladbach.
- Primeiro clube a vender ingressos via mensagem de texto (SMS).

## Escudo
Fonte: História do escudo do Everton no site oficial.

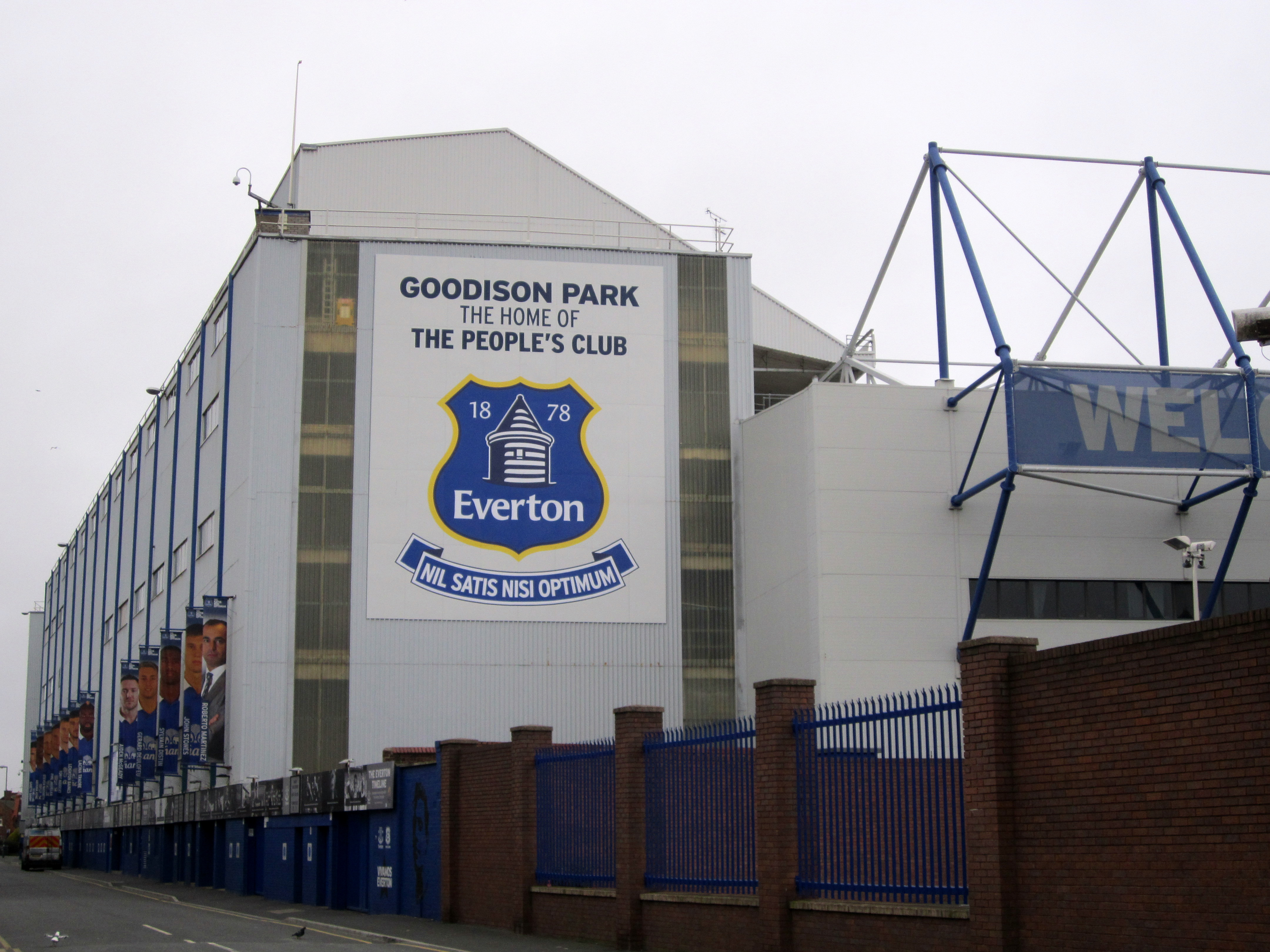
Escudo do Everton no Goodison Park.

Ao fim da temporada 1937-38, o então secretário do Everton, Theo Kelly, que mais tarde se tornaria o primeiro técnico do clube do pós-guerra, resolveu desenhar um modelo de gravata a ser usado pelo clube. Foi acordado que a cor seria azul, e a Kelly foi dada a missão de desenhar um escudo a ser colocado no corpo da gravata. Kelly trabalhou nisso por quatro meses, até decidir em reproduzir a famosa Torre do Príncipe Rupert, que se encontra no coração do distrito de Everton, em Liverpool.
A torre vem sendo associada à área de Everton desde a sua construção, em 1787. Ela era originalmente utilizada como prisão para encarcerar criminosos locais, e permanece até hoje na região de Everton Brow, em Netherfield Road.
A símbolo recebeu a companhia de duas coroas de louros de cada lado e, de acordo com a Faculdade de Armas de Londres, Kelly escolheu incluir as coroas porque estas simbolizavam os vencedores naquele tempo. O escudo também foi acompanhado pelo lema do clube, "Nil Satis Nisi Optimum", que significa "Não faça nada senão o melhor", ou também "Nada além do melhor é bom o bastante". As gravatas foram primeiramente vestidas por Kelly e pelo então presidente do Everton, Mr. E. Green, no dia de abertura da temporada 1938-39.
Mas o clube raramente incorporava qualquer tipo de símbolo nas camisas de jogo. Um bordado com as letras "EFC" foi adotado entre 1922 e 1930, antes do clube voltar à tradicional camisa azul royal, até que em 1973 as três letras voltaram a fazer parte do uniforme. O escudo criado por Kelly só foi usado pela primeira vez na camisa do time em 1980, e lá permanece até hoje, passando por pequenas mudanças até chegar à versão atual.

## Alcunhas

"The Dogs of War" na final de Copa da Inglaterra de 1995.

A alcunha mais conhecida do Everton é "Os Toffees", ou "Os Toffeemen", que surgiu após a mudança do clube para o Goodison Park. Há várias explicações para o surgimento desse nome, sendo a mais conhecida a de que havia uma loja de doces próxima ao estádio chamada Mother Noblett's Toffee Shop. Entre os doces, havia a bala de menta Everton ("Everton Mint"), que era vendida nos dias de jogo. Há também o tradicional evento da "Toffee Lady", em que uma jovem passeia em volta do gramado antes do início das partidas distribuindo Everton Mints entre os torcedores.
Outra possível explicação é que havia uma casa chamada Ye Anciente Everton Toffee House próxima ao Hotel Queen's Head, local onde aconteciam as antigas reuniões do clube. A palavra "toffee" também era uma gíria atribuída para se referir aos irlandeses, que formavam uma grande parcela da população da cidade na entrada do século, e que tendiam a torcer mais para o Everton do que para o rival Liverpool.
Através dos anos, outros apelidos foram surgindo. Quando o uniforme preto era utilizado, surgiu o apelido "The Black Watch" ("A Guarda Negra"), em referência ao famoso batalhão de infantaria. Desde a adoção do azul, em 1901, o Everton ganhou o apelido "The Blues" ("Os Azuis"). O estilo de jogo atraente do time levou Steve Bloomer a chamá-lo de "científicos" em 1928, o que seria a inspiração para a criação do apelido "The School of Science" ("A Escola da Ciência").
Quando venceram a Copa da Inglaterra de 1995, o time ficou conhecida como "The Dogs of War". Quando David Moyes chegou para assumir o cargo de técnico, ele anunciou o Everton como "O Time do Povo" ("The People's Club"), que foi adotado como apelido semioficial do clube.

## Estádio

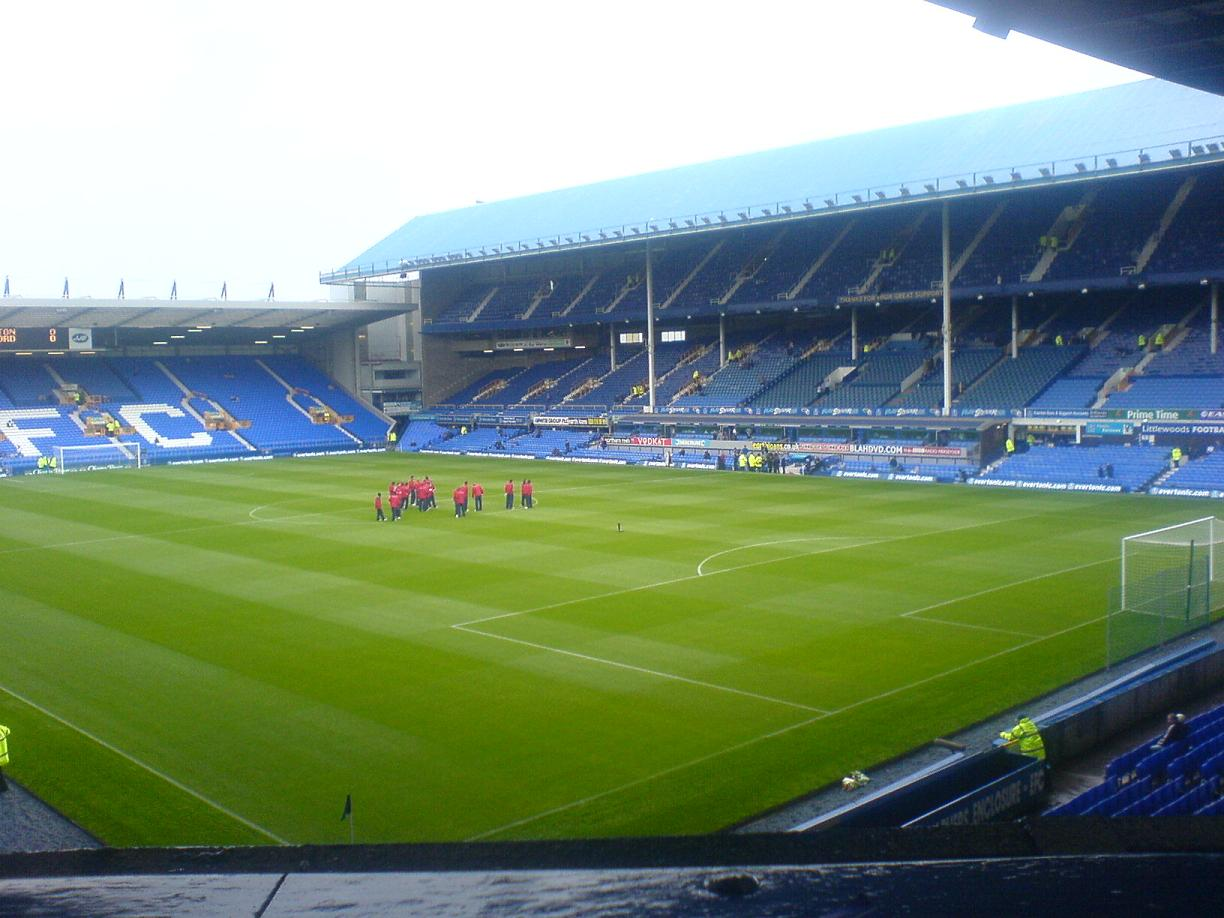
Goodison Park.

Fonte: História do Goodson Park no site oficial do clube - em inglês.
O Everton originalmente jogava na zona sudeste de Stanley Park, em Liverpool, com a primeira partida oficial acontecendo em 1879. Em 1882, um homem chamado J. Cruitt doou um lote de terra na Priory Road, que viria a se tornar a primeira casa do clube antes da mudança para Anfield, estádio em que o Everton mandou seus jogos até 1892.
Nessa época, uma discussão envolvendo o aluguel do estádio levou o Everton a deixar de ali mandar os seus jogos, como também deu origem à formação de um novo time.

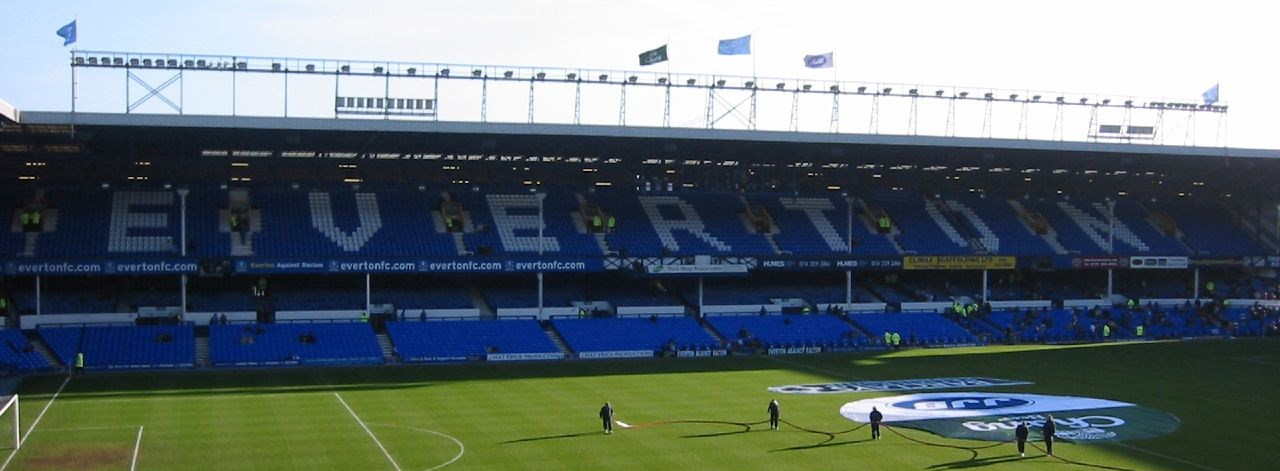
Tribuna Bullens Road

O novo clube, o Liverpool FC, ficou com o Anfield, e o Everton mudou-se para o Goodison Park, que desde então é o local onde o clube manda seus jogos. Desde aqueles eventos, existe uma intensa rivalidade entre Everton e Liverpool, que fazem um dos maiores derbys do futebol inglês.
O Goodison Park já sediou mais partidas da primeira divisão nacional do que qualquer outro estádio do Reino Unido e foi o único estádio inglês pertencente a um clube a ser utilizado nas semifinais da Copa do Mundo de 1966. Foi também o primeiro estádio da Inglaterra a dispor de um sistema de aquecimento do gramado, o primeiro a ter dois lances de arquibancadas em todo seu entorno e também o primeiro a ter três lances de arquibancadas de um dos seus lados. O Goodison é o único estádio do mundo que tem uma igreja dentro de sua área — a igreja de São Lucas, o Evangelista —, localizada no canto compreendido entre a arquibancada principal e a Gwladys Street End.
Em dia de jogo, os jogadores caminham ao som da música do antigo seriado da televisão britânica "Z-Cars", chamada "Theme from Z-Cars", uma tradicional canção infantil de Liverpool que foi descoberta em 1890 pelo colecionador Frank Kidson, e que conta a história de um marinheiro traído por sua amada enquanto estava no mar.
O time reserva do Everton joga no Estádio Halton, em Widnes.
Proposta do novo estádio
Desde 1996, há rumores de que o Everton mudar-se-á para um Novo Goodison. O plano original era de um novo estádio para 60.000 pessoas, mas, em 2000, a proposta foi mudada, e a capacidade reduzida para 55.000 lugares.
Os planos do novo estádio fariam parte do projeto de revitalização das docas da região, localizadas no Porto de Liverpool. A ideia não seguiu adiante e o Everton não conseguiu arrecadar as £30 milhões necessárias para dar início a obra, que foi abandonada em 2003.
Em 2004, orientado pela Câmara Municipal de Liverpool e a Northwest Development Corporation, o clube chegou a tratar com Liverpool uma proposta de dividir um novo estádio em Stanley Park. Mas, em 11 de janeiro de 2005, as negociações terminaram, com a direção do Liverpool anunciando a impossibilidade da parceria e também seus planos de construção de um novo e exclusivo estádio.
No dia 16 de junho de 2006, foi divulgado que o Everton estaria tratando com a Câmara Municipal de Knowsley Council e a empresa Tesco sobre a possibilidade de construção de um novo estádio com 55.000 lugares em Kirkby.
O clube tomou uma atitude inédita ao perguntar aos seus torcedores se estes eram a favor ou não da mudança para Kirkby. A votação terminou com 59,27% dos torcedores a favor, dando assim continuidade às negociações. Entretanto, uma sindicância sobre a construção do estádio em Kirkby foi instalada em 6 de agosto de 2008, atrasando a construção.
Em 2019 foi apresentado projeto de design do novo estádio, com futura capacidade alterada para 52.000 lugares.

## Adeptos

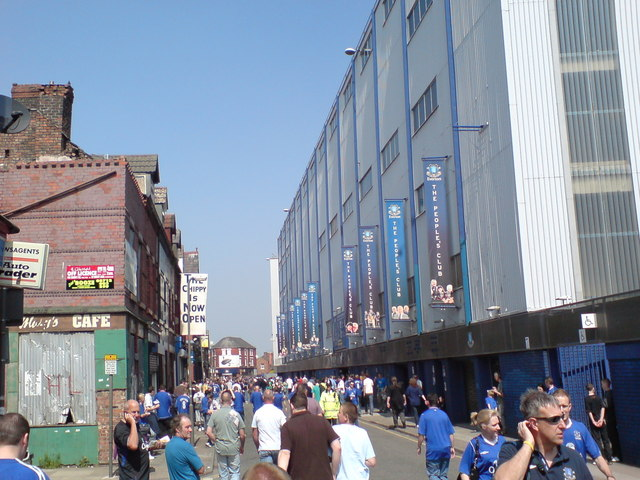
Torcedores nos arredores do Goodison Park.

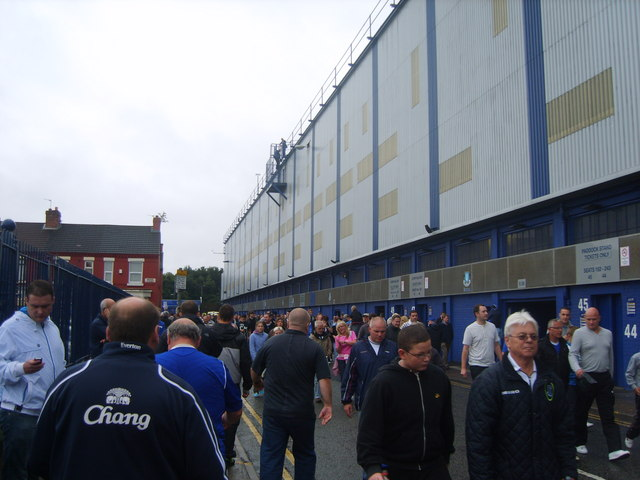
Torcedores do Everton na Bullens Road.

O Everton tem uma grande e fiel torcida, alcançando a sétima maior média de público na Inglaterra. A maior parte de seus torcedores vem do Noroeste da Inglaterra, principalmente de Merseyside e Cheshire. Há também muitos fãs no Norte de Gales e na Irlanda.
O Everton também pode se orgulhar do seu grande número de torcedores espalhados pelo mundo, em lugares como América do Norte, América do Sul, Singapura, Líbano e Tailândia. A Austrália, terra natal do meio-campo Tim Cahill, é outro país com uma boa base de adeptos dos "Toffees". A torcida oficial do clube é a Evertonia, e há também várias fanzines, entre elas a When Skies are Grey e a Speke from the Harbour, que são vendidas nos arredores do Goodison Park nos dias de jogos.
Os fãs do Everton cantam várias músicas durante as partidas, sendo a mais comum o cântico "It's a grand old team", uma adaptação da versão cantada pelos torcedores do Celtic, da Escócia, com mudanças na letra como "we don't care what the red side say" — uma referência aos rivais vermelhos do Liverpool. Também muito popular é cantar o nome do clube com a melodia de "Here we go".
Ex-jogadores do clube que voltam ao Goodison Park vestindo a camisa de outras equipes são geralmente muito bem recebidos pelos torcedores locais. Há algumas exceções, como o atacante Wayne Rooney, que se tornou extremamente impopular entre os fãs após trocar o Everton pelo Manchester United, e atualmente é sempre vaiado quando volta ao estádio de seu ex-clube. Rooney alegou que Moyes o forçou a sair do clube, o que levou o treinador a mover uma ação negando a alegação feita pelo atacante. Moyes venceu nos tribunais, recebendo inclusive uma indenização por danos morais. Outro exemplo recente é o do meia Nick Barmby, que foi vaiado em todas as vezes em que tocou na bola durante a partida em que o Everton recebeu o Hull City. Barmby jogou no Everton de 1996 a 2000, quando trocou o azul dos "Toffees" pelo vermelho do maior rival, o Liverpool.
Em 14 de janeiro de 2007, o ator Sylvester Stallone foi ao Goodison Park promover o filme Rocky Balboa e assistir à partida em que o Everton recebeu o Reading FC, pela Premier League. No intervalo do jogo — que terminou empatado em 1 a 1 —, Stallone foi até o gramado e estendeu um cachecol do time da casa, sendo calorosamente aplaudido pelos 40.000 torcedores. O ator afirmou ser um fã de futebol desde as filmagens de "Fuga para a Vitória", em 1981, e que, hoje em dia, é oficialmente um torcedor do Everton.

## Rivalidades

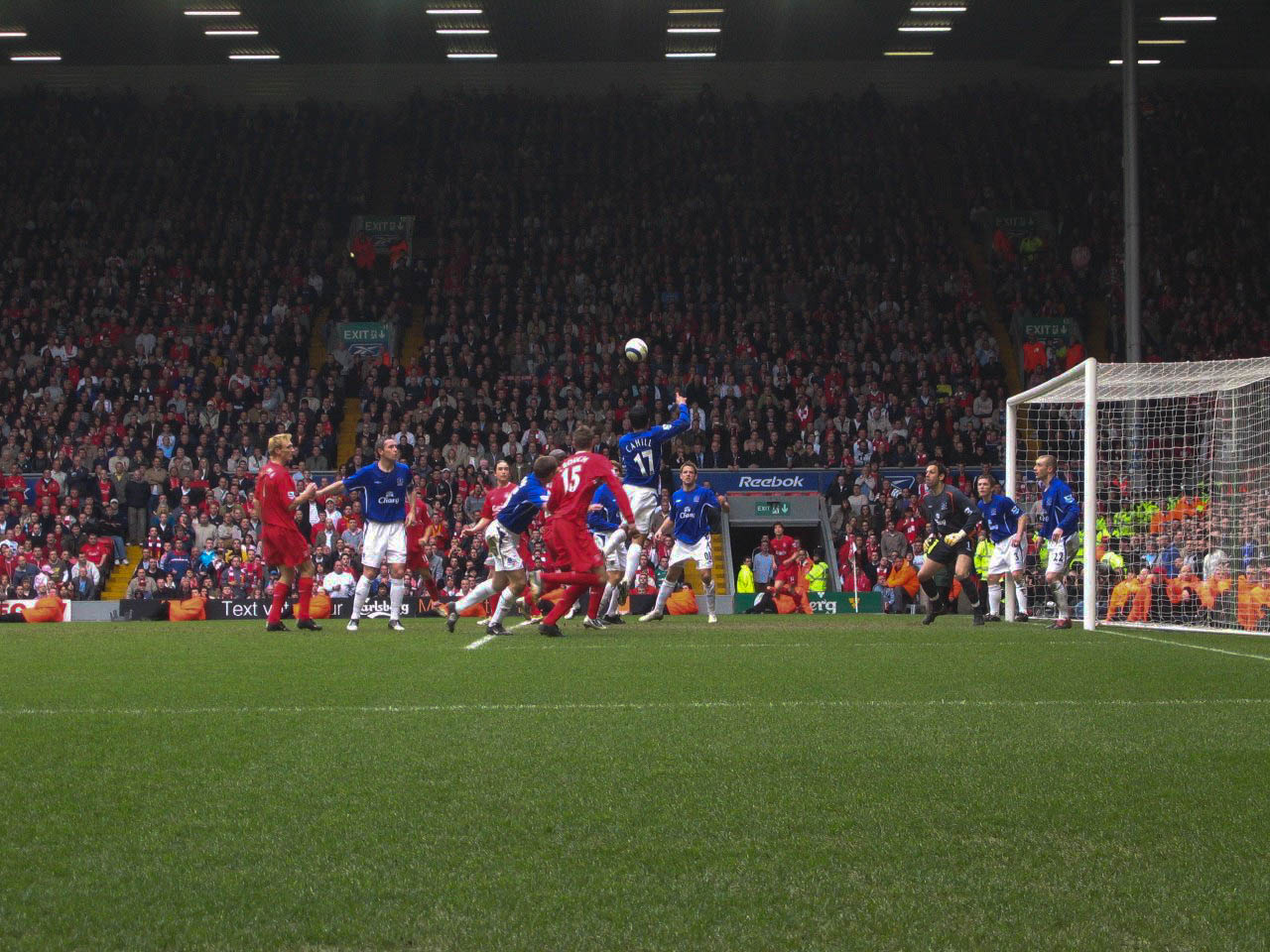
O Merseyside derby no estádio do rival.

A maior rivalidade do Everton é, sem dúvida, com o "irmão rico" de Merseyside, o Liverpool, com que faz o chamado Merseyside derby. A hostilidade é antiga, até porque o rival vermelho foi fundado devido a problemas entre os dirigentes do Everton e os proprietários do Anfield (o estádio do Everton àquela época). Diferenças religiosas também são citadas como uma das causas da divisão, com o Everton normalmente ficando do lado católico; entretanto, ambos os lados foram fundados sob tradição metodista, o que não sustentaria a tese da divisão católico-protestante. O Merseyside derby sempre é uma partida em que todos os ingressos são vendidos, e tem uma marca negativa: é o confronto com o maior número de cartões vermelhos em toda a história da Premier League.
Além de sua maior rivalidade contra o Liverpool FC, os torcedores do Everton tem como segundo e terceiros rivais, o Manchester United e o Manchester City respectivamente, o que para isso deve contribuir a proximidade entre as cidades de Liverpool e Manchester, separadas por apenas 56 quilômetros, além do fato dos dois grandes clubes de cada uma dessas cidades serem os clubes com o maior número de títulos do Noroeste da Inglaterra.

## Jogadores notáveis
Fonte: Jogadores e técnicos no site oficial do clube - em inglês.
- Dixie Dean
- Wayne Rooney
- Nigel Martyn
- Brian Labone
- Bob Latchford
- Gary Lineker
- Paul Gascoigne
- Tony Hibbert
- Phil Jagielka
- Leighton Baines
- James Forrest
- Mo Johnston
- Alex Young
- Graeme Sharp
- Neville Southall
- Mark Hughes
- Brian McBride
- Landon Donovan
- Tim Howard
- Abel Xavier
- Manuel Fernandes
- Thomas Gravesen
- Marco Materazzi
- Matteo Ferrari
- Olivier Dacourt
- Niclas Alexandersson
- Mikel Arteta
- Tim Cahill
- Marouane Fellaini
- Romelu Lukaku

"Gigantes" do Everton
Fonte: Jogadores e técnicos no site oficial do clube - em inglês.
Os seguintes jogadores são considerados como os "Gigantes" do Everton, devido à contribuição que deram ao clube. A lista teve início em 2000 e, a cada nova temporada, um novo nome é incluído.
| Ano de inclusão | Nome             | Nacionalidade | Posição | Carreira no Everton | Nº de partidas | Gols |
| --------------- | ---------------- | ------------- | ------- | ------------------- | -------------- | ---- |
| 2008            | Gordon West      | Inglaterra    | G       | 1962–1972           | 402            | 0    |
| 2007            | Colin Harvey     | Inglaterra    | M       | 1963–1974           | 384            | 24   |
| 2006            | Peter Reid       | Inglaterra    | M       | 1982–1989           | 234            | 13   |
| 2005            | Graeme Sharp     | Escócia       | A       | 1979–1991           | 447            | 159  |
| 2004            | Joe Royle        | Inglaterra    | A       | 1966–1974           | 275            | 119  |
| 2003            | Kevin Ratcliffe  | País de Gales | D       | 1980–1991           | 461            | 2    |
| 2002            | Ray Wilson       | Inglaterra    | D       | 1964–1968           | 151            | 0    |
| 2001            | Alan Ball        | Inglaterra    | M       | 1966–1971           | 251            | 79   |
| 2000            | Howard Kendall   | Inglaterra    | M       | 1966–1981           | 274            | 30   |
| 2000            | Dave Watson      | Inglaterra    | D       | 1986–1999           | 522            | 38   |
| 2000            | Neville Southall | País de Gales | G       | 1981–1997           | 751            | 0    |
| 2000            | Bob Latchford    | Inglaterra    | A       | 1973–1980           | 286            | 138  |
| 2000            | Alex Young       | Escócia       | A       | 1960–1967           | 272            | 89   |
| 2000            | Dave Hickson     | Inglaterra    | A       | 1951–1959           | 243            | 111  |
| 2000            | T. G. Jones      | País de Gales | D       | 1936–1949           | 178            | 5    |
| 2000            | Ted Sagar        | Inglaterra    | G       | 1929–1952           | 500            | 0    |
| 2000            | Dixie Dean       | Inglaterra    | A       | 1924–1937           | 433            | 383  |
| 2000            | Sam Chedgzoy     | Inglaterra    | M       | 1910–1925           | 300            | 36   |
| 2000            | Jack Sharp       | Inglaterra    | M       | 1899–1909           | 342            | 80   |

Time dos sonhos

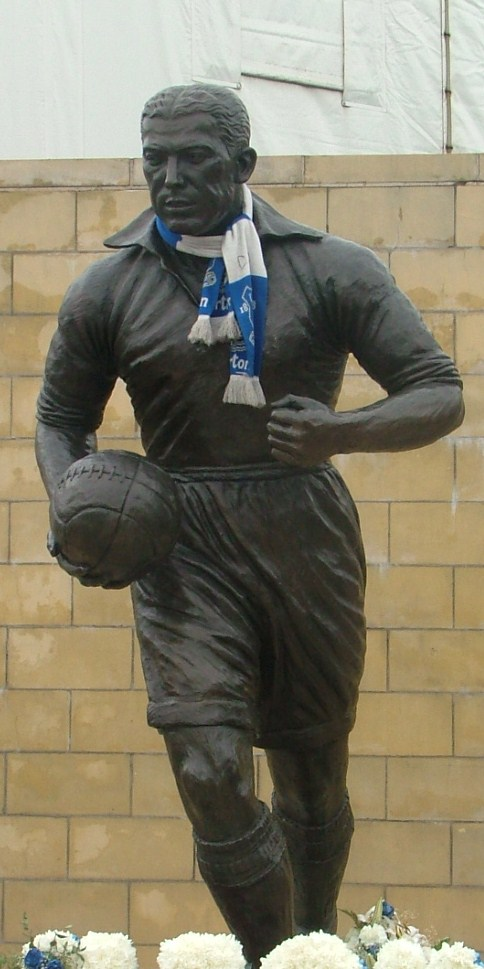
Estátua de Dixie Dean

No início da temporada 2003-04, como parte das comemorações oficiais pelo 125º aniversário do clube, o torcedores escolheram o Time dos sonhos do Everton FC.
- Neville Southall (1981–97)
- Gary Stevens (1982–89)
- Brian Labone (1958–71)
- Kevin Ratcliffe (1980–91)
- Ray Wilson (1964–69)
- Trevor Steven (1983–90)
- Alan Ball (1966–71)
- Peter Reid (1982–89)
- Kevin Sheedy (1982–92)
- Dixie Dean  (1925–37)
- Graeme Sharp (1980–91)

Membros do Hall da Fama do futebol inglês
Jogadores do Everton incluídos no Hall da Fama do Futebol Inglês:
- 2002 -  Dixie Dean,  Paul Gascoigne
- 2003 -  Alan Ball,  Tommy Lawton,  Gary Lineker
- 2005 -  Howard Kendall
- 2007 -  Peter Beardsley,  Mark Hughes
- 2008 -  Ray Wilson

## Histórico de treinadores
Fonte: Jogadores e técnicos no site oficial do clube - em inglês.
| - W E Barclay: 1888–89 - Richard Molyneux: 1889–1901 - William C Cuff: 1901–18 - W J Sawyer: 1918–19 - Thomas H McIntosh: 1919–35 - Theo Kelly: 1939–48 - Cliff Britton: 1948–56 - Ian Buchan: 1956–58 - Johnny Carey: 1958–61 - Harry Catterick: 1961–73 - Tom Eggleston: 1973 - Billy Bingham: 1973–77 - Steve Burtenshaw: 1977 - Gordon Lee: 1977–81 - Howard Kendall: 1981–87 - Colin Harvey: 1987–90 - Jimmy Gabriel: 1990 - Howard Kendall: 1990–93 - Jimmy Gabriel: 1993–94 - Mike Walker: 1994 - Joe Royle: 1994–97 - Dave Watson: 1997 - Howard Kendall: 1997–98 - Walter Smith: 1998–2002 | - David Moyes: 2002–13 - Roberto Martínez: 2013–16 - Ronald Koeman: 2016–18 - Marco Silva: 2018–19 - Carlo Ancelotti: 2019–21 - Rafael Benítez: 2021–22 - Frank Lampard: 2022– |  |

Técnicos campeões
Os seguintes treinadores ganharam pelo menos um título importante comandando o Everton:
| Técnico            | Período                       |
| ------------------ | ----------------------------- |
| Dick Molyneux      | 1889–1901                     |
| William C. Cuff    | 1901–1918                     |
| Thomas H. McIntosh | 1919–1935                     |
| Theo Kelly         | 1936–1948                     |
| Harry Catterick    | 1961–1973                     |
| Howard Kendall     | 1981–1987 1990–1993 1997–1998 |
| Joe Royle          | 1994–1997                     |

## Elenco
Última atualização: 11 de janeiro de 2025.

## Material esportivo e patrocinadores
A Le Coq Sportif já fez uma feliz parceria com o clube, sendo responsável pelo desenho e confecção do uniforme entre os anos de 1983 e 1986, período de maior sucesso na história dos "Toffees".
O clube possui duas lojas, uma localizada próxima ao Goodison Park, em Walton Lane, e outra no Shopping Birkenhead Pyramids.
Na temporada 2008-09, o Everton tornou-se o primeiro clube da Premier League a vender réplicas para crianças de seu uniforme oficial sem o nome ou o logo do seu principal patrocinador, a cerveja Chang, seguindo a recomendação do Portman Group que referências a marcas de bebidas sejam removidas de uniformes vendidos a menores de idade.

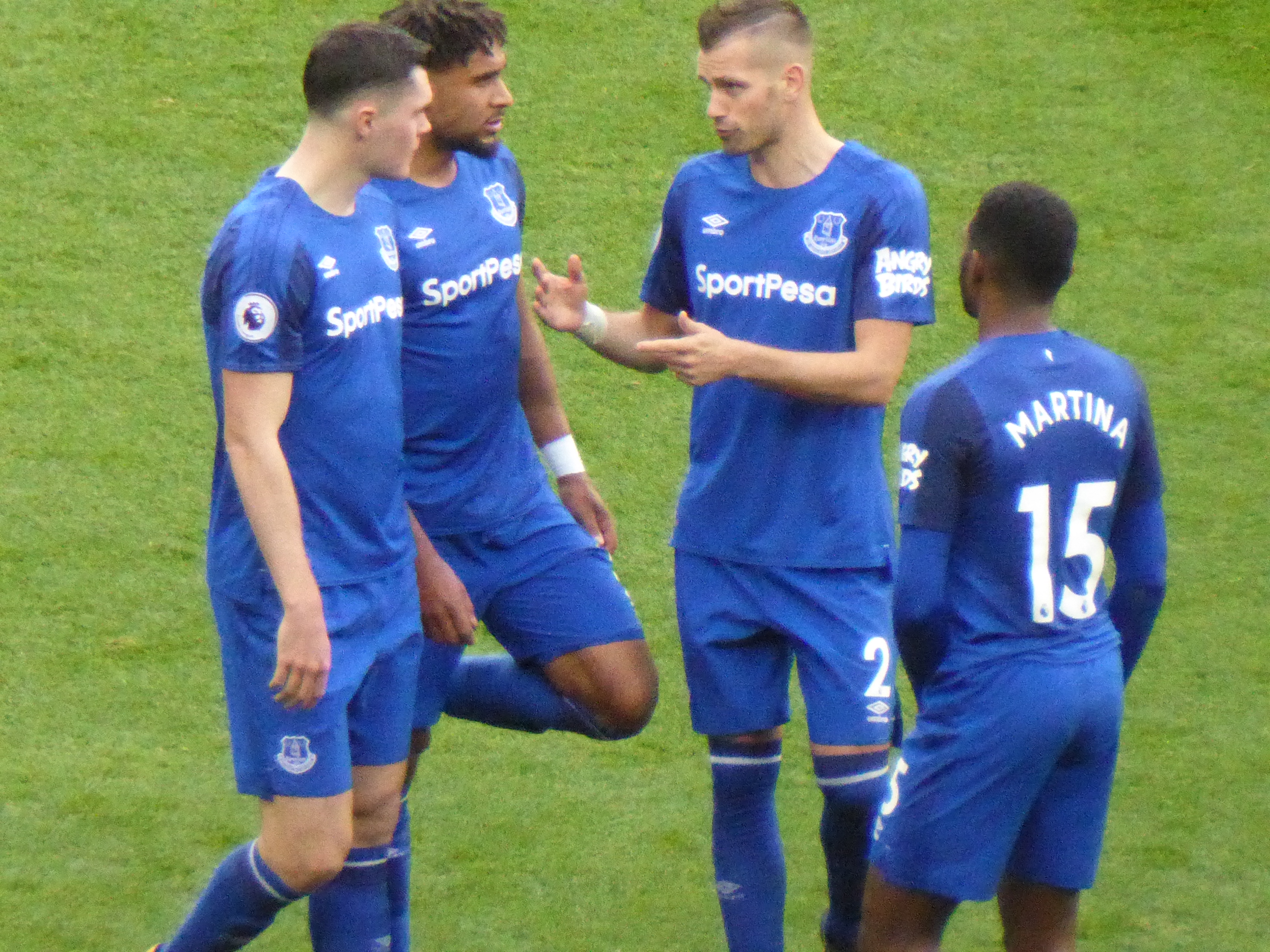
Patrocínio na Temporada 2017-18.

| Período     | Material esportivo | Patrocinador |
| ----------- | ------------------ | ------------ |
| 1974–1979   | Umbro              | nenhum       |
| 1979–1983   | Umbro              | Hafnia       |
| 1983–1985   | Le Coq Sportif     | Hafnia       |
| 1985–1986   | Le Coq Sportif     | NEC          |
| 1986–1995   | Umbro              | NEC          |
| 1995–1997   | Umbro              | Danka        |
| 1997–2000   | Umbro              | One 2 One    |
| 2000–2002   | Puma               | One 2 One    |
| 2002–2004   | Puma               | Keijan       |
| 2004–2009   | Umbro              | Chang Beer   |
| 2009–2012   | Le Coq Sportif     | Chang Beer   |
| 2012–2014   | Nike               | Chang Beer   |
| 2014–2017   | Umbro              | Chang Beer   |
| 2017-2020   | Umbro              | SportPesa    |
| 2020– Atual | Hummel             | Cazoo        |

## Uniformes
Fonte: História dos uniformes do Everton.

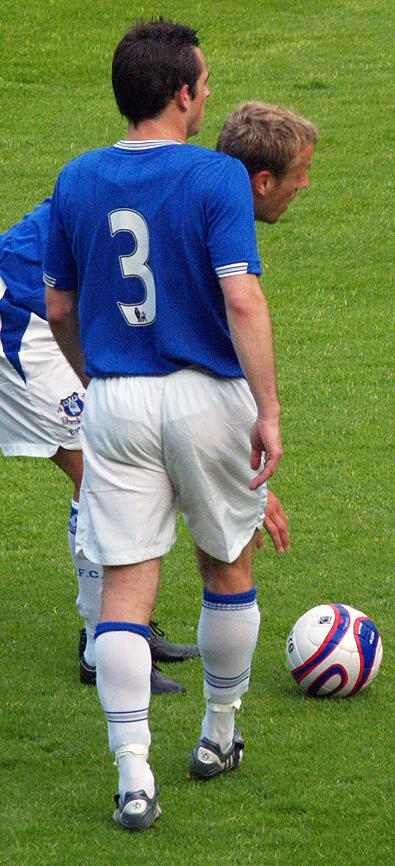
Leighton Baines portando as cores tradicionais do Everton.

Durante as primeiras décadas de sua história, o Everton teve vários e diferentes uniformes. O time originalmente jogava com listras azuis e brancas, mas como alguns dos novos jogadores acabavam por vestir os uniformes de suas ex-equipes durante os jogos, estava estabelecida a confusão. Ficou decidido que a camisa seria preta, tanto para economizar nas despesas quanto para dar um visual mais profissional ao clube. O resultado, no entanto, deu uma aparência mórbida ao uniforme, o que deu origem à inclusão de uma faixa diagonal vermelha.
Quando o clube se mudou para o Goodison Park, em 1892, eles primeiramente jogaram com camisa salmão e calção azul, antes de mudarem para camisas cor de rubí, com detalhes em azul, e calção azul-escuro.
O famoso uniforme (camisa azul royal com calção azul) foi utilizado pela primeira vez na temporada 1901–02. O segundo uniforme do Everton sofreu várias alterações durante os anos 1960, 70 e 80. Recentemente, preto, cinza, branco e amarelo foram as cores utilizadas para o desenho do camisa utilizada nos jogos fora de casa.
Atualmente, o uniforme permanece com camisa azul royal e calção e meiões brancos, podendo variar para um uniforme todo azul caso o clube jogue fora de casa contra uma equipe que também vista calção branco.
O terceiro uniforme consiste em uma camisa e meiões amarelo-fosforescente. com calção azul-escuro, também usado para os jogos fora de casa nos torneios europeus.
O uniforme dos goleiros consiste em uma camisa verde, com calção e meiões cinzas, para os jogos em casa, e todo preto para os jogos fora de casa.

### 1º Uniforme
| 2020–2021 | 2019–2020 | 2018–2019 | 2017–2018 | 2016–2017 | 2015–2016 | 2014–2015 | 2013-14 | 2012-13 | 2011-12 |

| 2010-11 | 2009-10 | 2008-09 | 2007-08 | 2006–07 | 2005-06 | 2004-05 | 2004-05 |

### 2º Uniforme
| 2021–2022 | 2020–2021 | 2019–2020 | 2018–2019 | 2017–2018 | 2016–2017 | 2015–2016 | 2014–2015 | 2013-14 | 2012-13 | 2011-12 |

| 2010-11 | 2009-10 | 2008-09 | 2007-08 | 2006-07 | 2005-06 | 2004-05 | 2000-01 |

### 3º Uniforme
| 2020-21 | 2019-20 | 2018-19 | 2017-18 | 2016-17 | 2015-16 | 2014-15 | 2013-14 | 2012-13 | 2011-12 |

| 2010-11 | 2009-10 | 2008-09 | 2006–07 | 2005–06 | 2000–01 |

### Outras combinações
| 2019–2020 | 2018–2019 |  | 2017–2018 |